# Wełko Kynew
Wełko Kynew (ur. 31 lipca 1948 w Ełchowie, zm. 12 grudnia 2011 w Sofii) – bułgarski aktor komediowy.

## Życiorys
W 1973 ukończył studia na wydziale aktorskim Narodowej Akademii Teatralno-Filmowej w Sofii. W tym samym roku zadebiutował na dużym ekranie niewielką rolą w filmie I nadejdzie taki dzień (reż. Georgi Diulgerow). W swoim dorobku miał ponad czterdzieści ról filmowych. Były wśród nich główne role w filmach: Matriarchat, Ostatnia walka, Zespół bez nazwy.
Wspólnie z Georgim Mamaliewem i Pawłem Poppandowem współtworzył zespół satyryków ILO.
Odznaczony orderem św. Cyryla i Metodego 1 st. za zasługi w dziedzinie kultury. Zmarł na chorobę nowotworową krtani.

## Filmografia
- 1973: I nadejdzie taki dzień
- 1974: Dubliopyt jako Bożo
- 1975: Niedzielne mecze jako Barona
- 1977: Matriarchat jako Stojczo
- 1977: Ostatnia walka jako Zdravko
- 1980: Iluzja jako Todor Petrow
- 1981: Chan Asparuch
- 1982: Biała magia jako Andro
- 1982: Zespół bez nazwy jako Wełko
- 1984: Zielone pola jako Ortaszki
- 1987: Człowiek na chodniku jako Stojmenow
- 1988: Czas przemocy jako wielki wezyr
- 1988: Sąsiadka jako Grigor
- 1998: Hiszpańska mucha jako Gipsy
- 2006: Przyjaciele nazywają mnie Cziczo
- 2010: Jeszcze coś o miłości